# Kenneth Stephen Brown
Kenneth Stephen Brown (1945) é um matemático estadunidense.
Brown obteve em 1971 um doutorado no Instituto de Tecnologia de Massachusetts, orientado por Daniel Quillen, com a tese Abstract Homotopy Theory and Generalized Sheaf Cohomology. É professor da Universidade Cornell.
Em 2012 foi eleito fellow da American Mathematical Society. Foi palestrante convidado do Congresso Internacional de Matemáticos em Helsinque (1978: Cohomology of Infinite Groups).

## Obras
- Cohomology of Groups, Graduate Texts in Mathematics, Springer 1982
- Buildings. Springer 1989.
- com Peter Abramenko: Buildings - Theory and Applications, Graduate Texts in Mathematics, Springer 2008
- Euler characteristics of discrete groups and G-spaces. Invent. Math. 27 (1974), 229–264.
- com Ross Geoghegan: Cohomology with free coefficients of the fundamental group of a graph of groups. Comment. Math. Helv. 60 (1985), no. 1, 31–45.
- Finiteness properties of groups. J. Pure Appl. Algebra 44 (1987), no. 1-3, 45–75
- Trees, valuations, and the Bieri-Neumann-Strebel invariant. Invent. Math. 90 (1987), no. 3, 479–504.
- com Persi Diaconis: Random walks and hyperplane arrangements. Ann. Probab. 26 (1998), no. 4, 1813–1854.